# ポワンタン・アロー

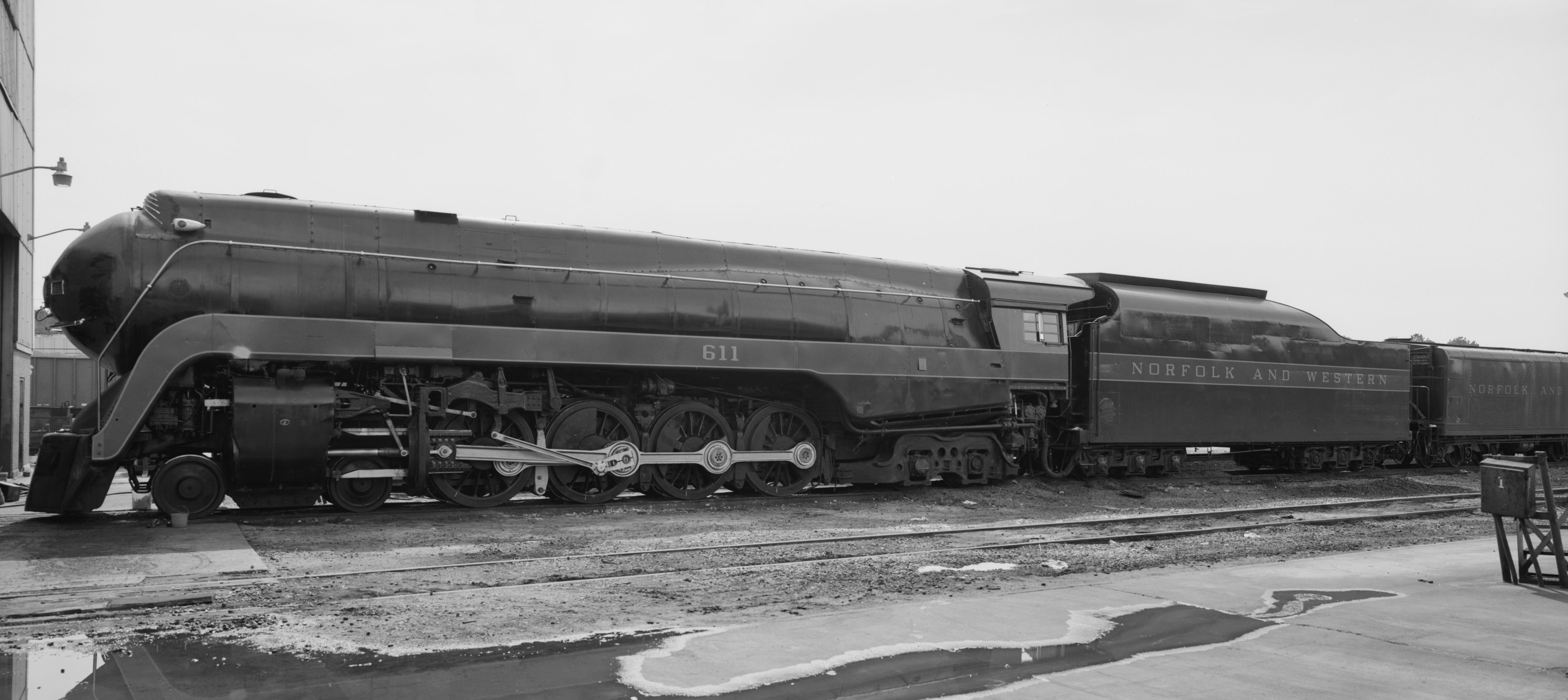
ポワンタン・アローも牽引したN&W 611号流線形蒸気機関車

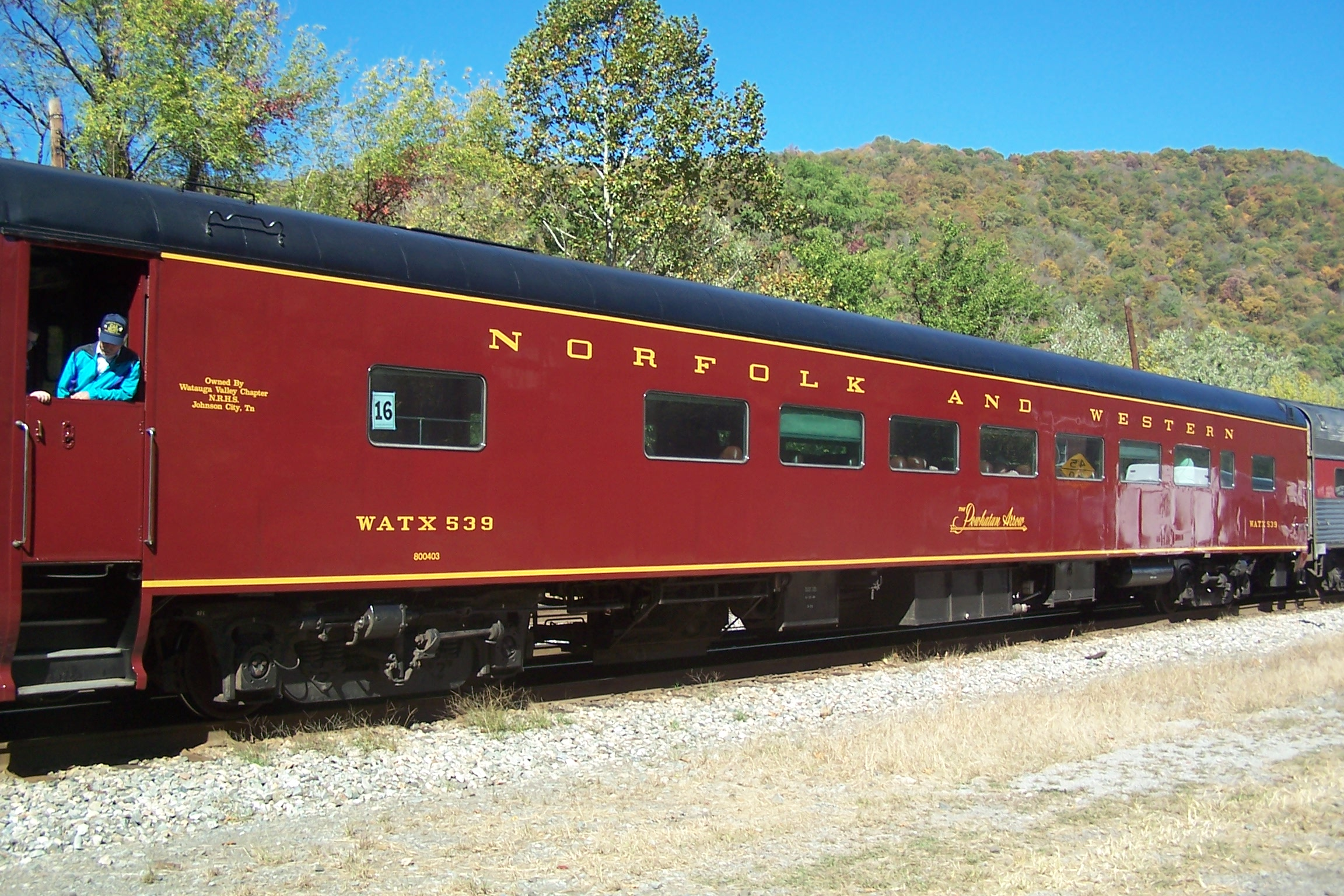
ポワンタン・アローに用いられていた客車（保存車両）

ポワンタン・アロー(Powhatan Arrow)はノーフォーク・アンド・ウェスタン鉄道(Norfolk and Western Railway)により運行された昼行の旅客列車。

## 概要
ポワンタン・アロー(Powhatan Arrow)は1946年から1965年までバージニア州ノーフォーク(Norfolk, Virginia)とオハイオ州シンシナティ(Cincinnati, Ohio)の間を結んだ。
1946年6月、ウェストバージニア州ポワンタン近郊で東行きの列車が雨と速度超過のためにカーブを曲がりきれずに脱線し、 機関士と火夫の2人が死亡、乗客乗員27人が負傷する事故を起こした。

## 歴史

### 年表
- 1946年: ポワンタン・アロー(Powhatan Arrow)運行開始
- 1949年: 流線形車両に置き換え
- 1965年: ポワンタン・アロー(Powhatan Arrow)運行停止

### 1954年10月16日の編成（ノーフォーク発シンシナティ行き・ロワノーク到着時）
| 使用車両 | 車両愛称・形式  | 車種                                   |
| -------- | --------------- | -------------------------------------- |
| N＆W604  | 4-8-4蒸気機関車 | 蒸気機関車                             |
| N＆W502  |                 | コーチ・クルールーム(座席車・従業員室) |
| N＆W512  |                 | コーチ                                 |
| N＆W534  |                 | コーチ                                 |
| N＆W491  |                 | ダイニング(食堂車)                     |
| N＆W581  |                 | テーブン・ラウンジ・オブザベーション   |

## その他
- 動態保存されているJクラス611号機は、同社のロワーノーク工場(Roanoke Shops)で1950年に製造された。
- 同区間には姉妹列車として夜行のポカホンタス(Pocahontas)が運行された。